# Ben Hawkey
Ben Hawkey (* 25. April 1996 in London, England) ist ein britischer Schauspieler und Musiker.

## Leben und Karriere
Ben Hawkey wurde in London geboren, wo er auch aufwuchs. Er besuchte die Hollyfield School. Seit 2010 ist er als Schauspieler aktiv. Seine bekannteste Rolle ist die des Waisenjungen „Heiße Pastete“ (im Original Hot Pie) in der Erfolgsserie Game of Thrones, in der er seit 2011 wiederkehrend zu sehen war. Sein Filmdebüt gab er mit The Kid aus dem Jahr 2010.

## Filmografie (Auswahl)
- 2010: The Kid
- 2011: Beaver Falls (Fernsehserie, 6 Episoden)
- 2011: RA.One – Superheld mit Herz (Ra.One)
- 2011–2017: Game of Thrones (Fernsehserie, 12 Episoden)